# Tibiao, Antique
Tibiao là một đô thị cấp bốn ở tỉnh Antique, Philippines. Theo điều tra dân số năm 2015, đô thị này có dân số 26.748 người trong.

## Các đơn vị hành chính
Tibiao, về mặt hành chính, được chia thành 21 khu phố (barangay).
| - Alegre - Amar - Bandoja (Lupa-an) - Castillo - Esparagoza - Importante - La Paz - Malabor - Martinez - Natividad - Pitac | - Poblacion - Salazar - San Francisco Norte - San Francisco Sur - San Isidro - Santa Ana - Santa Justa - Santo Rosario - Tigbaboy - Tuno |